# Den hvide by i Valby
Den hvide by i Valby er det gængse navn for Grundejerforeningen Trekantens Vejlaug (eller blot Trekanten). Kvarteret blev oprettet af Valby Arbejderes Byggeforening, der var grundlagt 17. maj 1898. Bygningerne stod færdige samme år.
Byggeriet omfatter 77 dobbelthuse med 2 lejligheder i hver halvdel og 4 enkelthuse, ligeledes med 2 lejligheder i hvert, og er beliggende Valby Langgade, Søndre Allé, Vestre Allé og Nordre Allé i Valby.
Arkitekten for boligerne var Christian Mandrup-Poulsen.